# Thiemeia ortruda
Thiemeia ortruda är en fjärilsart som beskrevs av Otto Thieme 1906. Thiemeia ortruda ingår i släktet Thiemeia och familjen praktfjärilar. Inga underarter finns listade i Catalogue of Life.